# Lygosoma pembanum
Lygosoma pembanum är en ödleart som beskrevs av  Oskar Boettger 1913. Lygosoma pembanum ingår i släktet Lygosoma och familjen skinkar. Inga underarter finns listade i Catalogue of Life.